# アルネ・津山

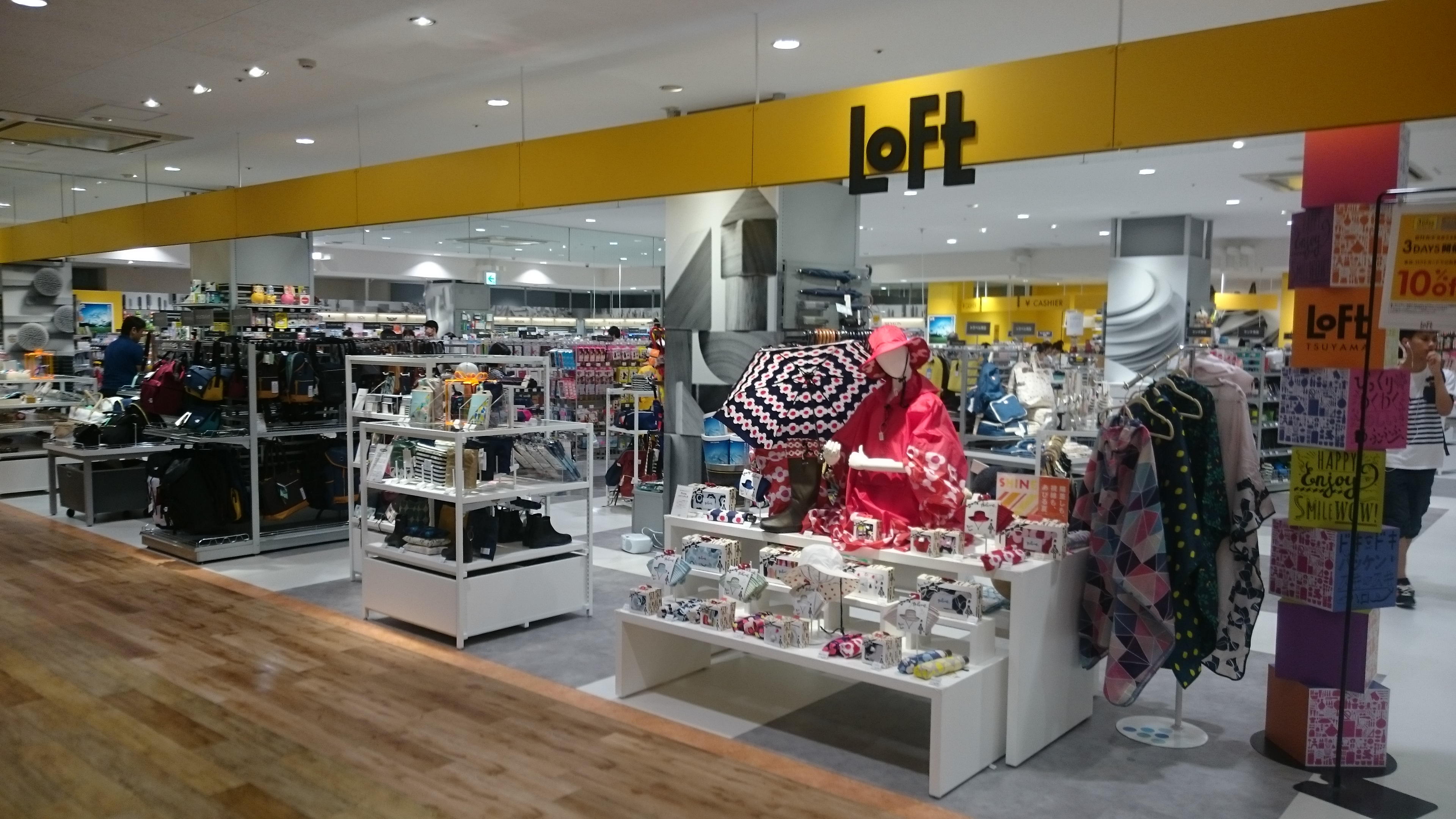
2階の「津山ロフト」

アルネ・津山（アルネ・つやま、ALNE-TSUYAMA）は、岡山県津山市にある複合型ビル。

## 概要
当施設は「津山市中心市街地活性化基本計画」により整備され、吉井川北岸の新魚町の商店街の一角に立地する市街地再開発ビルである。天満屋と複数の専門店からなる商業施設と、コンサートホールや展示場、カルチャースクール等の文化施設、また、津山市立図書館などの公共施設が入居している。そのほか、岡山県委託事業「おかやま出会い・結婚サポートセンター」や、津山市委託事業・まちなか子育て支援拠点「親子ひろば・わくわく」「一時預かりルーム・にこにこ」などの施設も備えている。
1988年（昭和63年）に着工した再開発は、都市型高齢者交流施設や温水プールを備えた高層住宅中心の「南新座地区」と「吹屋町地区」が先に整備され、アルネが「中央街区」として1999年（平成11年）4月の最後にオープンした。商業ゾーンと広域交流拠点ゾーンで構成されるこれらの街区はペデストリアンデッキで結ばれている。

## 構造
鉄骨鉄筋コンクリート造および鉄骨造、地上8階・地下1階。

### フロア詳細
- R：駐車場
- 8F：駐車場
- 7F：ベルフォーレ津山、駐車場
- 6F：駐車場
- 5F：男女共同参画センター「さんさん」、津山街づくり株式会社、駐車場
- 4F：津山市立図書館、津山市文化展示ホール、地域交流センター、山陽新聞カルチャープラザ、PASONA岡山、津山まちなかカレッジ、おかやま出会い・結婚サポートセンター、岡山県警察少年サポートセンター、一時預かりルーム・にこにこ、アルネ専門店
- 3F：天満屋、おもちゃ王国・おもちゃ大使館（「親子ひろば・わくわく」を併設）、アルネ専門店、サテライトオフィス「コトヤド」[1][2]
- 2F：天満屋、津山ロフト、アルネ専門店
- 1F：天満屋、アルネ専門店
- B1：地階駐車場

## 主要施設・店舗

### ベルフォーレ津山
1. ホワイエ
2. ホール内観（ステージ側）
3. ホール内観（客席側） 等

600の客席を備えたコンサートホール。「ベルフォーレ（Belle forêt）」は、フランス語で「美しい森」の意味。
「音楽の森」をコンセプトに作られたホールは、木立に覆われたシンフォニー空間をテーマに、静かな湖をイメージしたヴァイオレットブルーのシート、木立を思わせる列柱を配するなど、あたかも森の中での演奏会を想像させる空間となっている。
また、音響音楽を主体とした設計により残響時間を約1.6秒に固定している。
常設ピアノは、1999年（平成11年）のオープン時に市が購入したスタインウェイとベヒシュタイン、及び、1966年（昭和41年）の津山文化センター開館時に市費と寄付金で購入した1965年（昭和40年）製ベーゼンドルファーの、いわゆる「世界三大ピアノ」を保有する。日本国内において、世界三大ピアノを全て保有する公共ホールは、東京・杉並公会堂など全国的にも数が少ない。
年に一度、世界三大ピアノが一斉に舞台上に出揃う「世界三大ピアノリレーコンサート」が開催される。このコンサートは、一般参加型となっており、プロアマ問わず、子供から大人まで誰でも、貴重なピアノを、音楽ホールのステージで演奏できる、またとない機会である。
- 客席 - 600席（内可動席25席　車いす用スペース4席分）
- 舞台 - 間口=19m　高さ=15.3m　奥行=10m
- 常設ピアノ - スタインウェイD-274、ベーゼンドルファーModel.275、ベヒシュタインEN 各1台
- 用途 - 各種コンサート・舞踏会・映画上映会・講演会など
- 設計 - 協同組合都市設計連合
- 音響設計監修 - 安藤四一

## アクセス
- JR姫新線・津山線 津山駅より徒歩で約5分。750台分の有料駐車場を備える。

## 所在地
- 〒708-8520（天満屋津山店のみ〒708-8519）：岡山県津山市新魚町17